# کاروی یکم

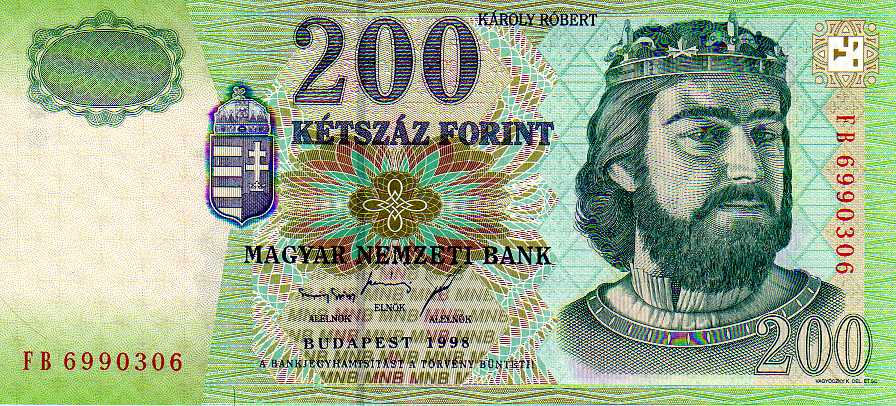
اسکناس ۲۰۰ فورینتی با تصویر کاروی یکم

کاروی یکم (به مجاری: I. Károly) یا کاروی روبرت (به مجاری: Károly Róbert)(زادهٔ ۱۲۸۸- مرگ ۱۶ ژوئیهٔ ۱۳۴۲) نخستین پادشاه مجارستان و کرواسی از دودمان کاپتی آنژو بود. تبار او همچنین به دودمان آرپاد که تبار پادشاهان مجارستان هم بودند می‌رسید.

## زندگی‌نامه
هنگامی که پدربزرگش شارل دوم پادشاه ناپل در ۱۳۰۰ میلادی وی را به پادشاهی مجارستان فرستاد، او هنوز کودک بود و هماوردانی بسیار برای به دست آوردن تاج و تخت مجارستان در پیش داشت. کاروی در پی درگیری‌های چندی با مدعیان پادشاهی بر این کشور به تدریج نیرومند شد. او اصلاحات سیاسی و اقتصادی‌ای را نیز در این کشور پایه‌ریخت. وی سکه‌هایی تازه ضرب‌نمود که سرگی بالایی داشت. در سیاست خارجی او توانست با لهستان و بوهم در برابر پادشاهی هابسبورگ متحد شود. او یکی از کامیاب‌ترین پادشاهان تاریخ مجارستان است.